# Presidente di Cipro del Nord
Il Presidente della Repubblica Turca di Cipro del Nord è il capo di Stato di Cipro del Nord, Stato internazionalmente riconosciuto solo dalla Turchia.

## Storia
Rauf Denktaş fu fondatore e primo presidente del Paese, ritirandosi nel 2005. La carica fu poi occupata da Mehmet Ali Talat fino al 2010, seguito da Derviş Eroğlu fino al 2015, poi da Mustafa Akıncı fino al 2020 ed infine dall'attuale presidente Ersin Tatar.

## Poteri
Il presidente è eletto ogni 5 anni. Le elezioni presidenziali sono tenute in due turni se nessun candidato ottiene più del 50% dei voti al primo turno. Per accedere alla carica il presidente deve essere originario dell'isola di Cipro. È inoltre necessario che abbia vissuto nel paese per 5 anni, abbia ricevuto un'educazione secondaria ed abbia più di 30 anni.
La presidenza non è una posizione cerimoniale nel sistema semipresidenziale di Cipro del Nord. Il presidente possiede il diritto di sciogliere l'Assemblea della Repubblica nel caso in cui non si riesca a formare un governo entro sessanta giorni o nel caso in cui tre governi consecutivi ricevano un voto di sfiducia. Il presidente può, se lo desidera, presiedere il Consiglio dei ministri, approva le nomine dei giudici e del presidente della Corte suprema e ha il diritto di far visionare le leggi approvate dall'Assemblea della Repubblica alla Corte suprema. Tradizionalmente, il presidente è a capo dei negoziati per risolvere la questione di Cipro ed il responsabile delle relazioni internazionali di Cipro del Nord.
Quando il presidente si trova all'estero viene rappresentato dal presidente dell'Assemblea della Repubblica.

## Lista
| # | Ritratto | Nome             | Partito                    | Elezione               | Mandato inizio   | Mandato fine    |
| - | -------- | ---------------- | -------------------------- | ---------------------- | ---------------- | --------------- |
| 1 |          | Rauf Denktaş     | Partito di Unità Nazionale | 1985, 1990, 1995, 2000 | 15 novembre 1983 | 24 aprile 2005  |
| 2 |          | Mehmet Ali Talat | Partito Turco Repubblicano | 2005                   | 24 aprile 2005   | 23 aprile 2010  |
| 3 |          | Derviş Eroğlu    | Partito di Unità Nazionale | 2010                   | 23 aprile 2010   | 30 aprile 2015  |
| 4 |          | Mustafa Akıncı   | Toplumcu Demokrasi Partisi | 2015                   | 30 aprile 2015   | 23 ottobre 2020 |
| 5 |          | Ersin Tatar      | Partito di Unità Nazionale | 2020                   | 23 ottobre 2020  | in carica       |